# Dischista
Dischista is een geslacht van kevers uit de familie bladsprietkevers (Scarabaeidae). Het geslacht werd voor het eerst wetenschappelijk beschreven in 1842 door Burmeister.

## Soorten
- Dischista bouyeri Beinhundner, 2006
- Dischista cincta (DeGeer, 1778)
- Dischista cuneata Klug, 1855
- Dischista ewerti Schürhoff, 1935
- Dischista impunctata Lansberge, 1886
- Dischista legrandi Antoine, 2004
- Dischista lerui Antoine, 2004
- Dischista lizleri Beinhundner, 1998
- Dischista rojkoffi Antoine, 2010
- Dischista rufa (DeGeer, 1778)
- Dischista staudingeri Bourgoin, 1930